# ストラスブール＝サン＝ドニ駅
ストラスブール=サン=ドニ駅（―えき、Strasbourg - Saint-Denis）は、フランス・パリの2区、3区、10区にまたがって存在するパリメトロの駅。
ストラスブール大通り（北端にあるパリ東駅の旧称にちなむ命名）とサン＝ドニ大通り（パリのディオニュシウス（聖ドニ）にちなむ命名）の交差点に位置し、駅前にはサン＝ドニ門、およびサン＝マルタン門がそびえる。

## 利用可能な鉄道路線
- パリメトロ
  - 4号線
  - 8号線
  - 9号線

## 駅周辺
- サン＝ドニ門
- サン＝マルタン門

## 歴史
- 1908年4月21日、4号線ポルト・ド・クリニャンクール駅 - シャトレ駅間開通に伴い、ブルヴァール・サン＝ドニ駅（Boulevard Saint-Denis、サン＝ドニ大通り駅）として開業。
- 1931年5月5日、8号線リシュリュー＝ドゥルオ駅 - ポルト・ド・シャラントン駅間延伸に伴い、8号線の乗り入れ開始。同時に、駅名をストラスブール＝サン＝ドニ駅と改称。
- 1933年12月10日、9号線リシュリュー＝ドゥルオ駅 - ポルト・ド・モントルイユ駅間延伸に伴い、9号線の乗り入れ開始。

## 隣の駅
パリメトロ
■4号線
シャトー・ド駅 - ストラスブール＝サン＝ドニ駅 - レオミュール＝セバストポル駅
■8号線
ボンヌ・ヌヴェル駅 - ストラスブール＝サン＝ドニ駅 - レピュブリック駅
■9号線
ボンヌ・ヌヴェル駅 - ストラスブール＝サン＝ドニ駅 - レピュブリック駅
なお1939年まで、8号線および9号線の当駅とレピュブリック駅との間にはサン＝マルタン駅が存在したが、第二次世界大戦開戦に伴い、駅間が短かったため廃止された。同駅は現在、ホームレスの一時収容所として使用されている。